# 藍沢原

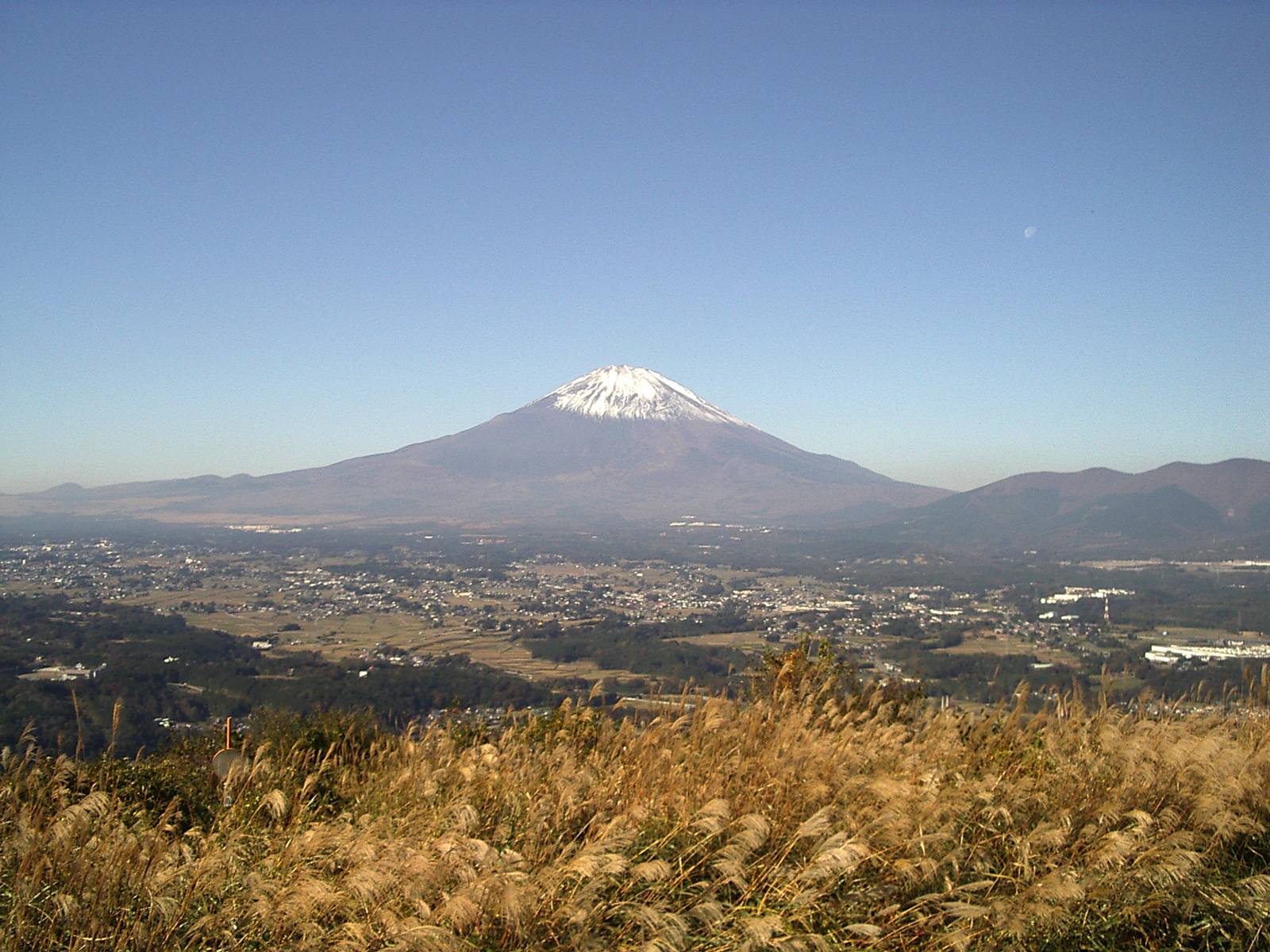
足柄峠から富士山方面を望む

藍沢原（あいざわがはら）は静岡県東部（駿河国）の歴史的地名である。富士山の東麓から箱根山の西麓にかけての広い範囲を指し、現在の駿東郡小山町、御殿場市、裾野市、長泉町、沼津市、三島市にまたがる。

## 概要
「藍沢原」は静岡県の東端に位置し、東は箱根の山地、西は富士山の裾野に挟まれている。東海道の交通の要衝にあたり、古代からさまざまな言及がある。古くは伊勢神宮の神領であり、大沼鮎沢御厨と呼ばれていた。これにちなんで、明治時代にこの地域で自治体が編成された際には「御厨町」（現在の御殿場市の前身）と命名された。中世には大森氏とその後裔の葛山氏の本拠となり、得宗家北条氏・鎌倉公方足利氏・駿河国守護今川氏に仕えて栄えた。狩猟の適地として『吾妻鏡』や『曽我物語』に登場するほか、合戦地として『梅松論』や『太平記』に描かれている。

## 地名の由来についての諸説
「藍沢」のほか、「逢沢」「合沢」「鮎沢」「愛沢」などの異表記もみられる。
地名の語源説では、富士山と足柄山のあいだの低地なので「間沢」といい、これが転訛して「藍沢」になったという説がある。逆に、鮎沢川が流れているので「鮎沢」と呼ばれるようになったという説もある。

## 地理

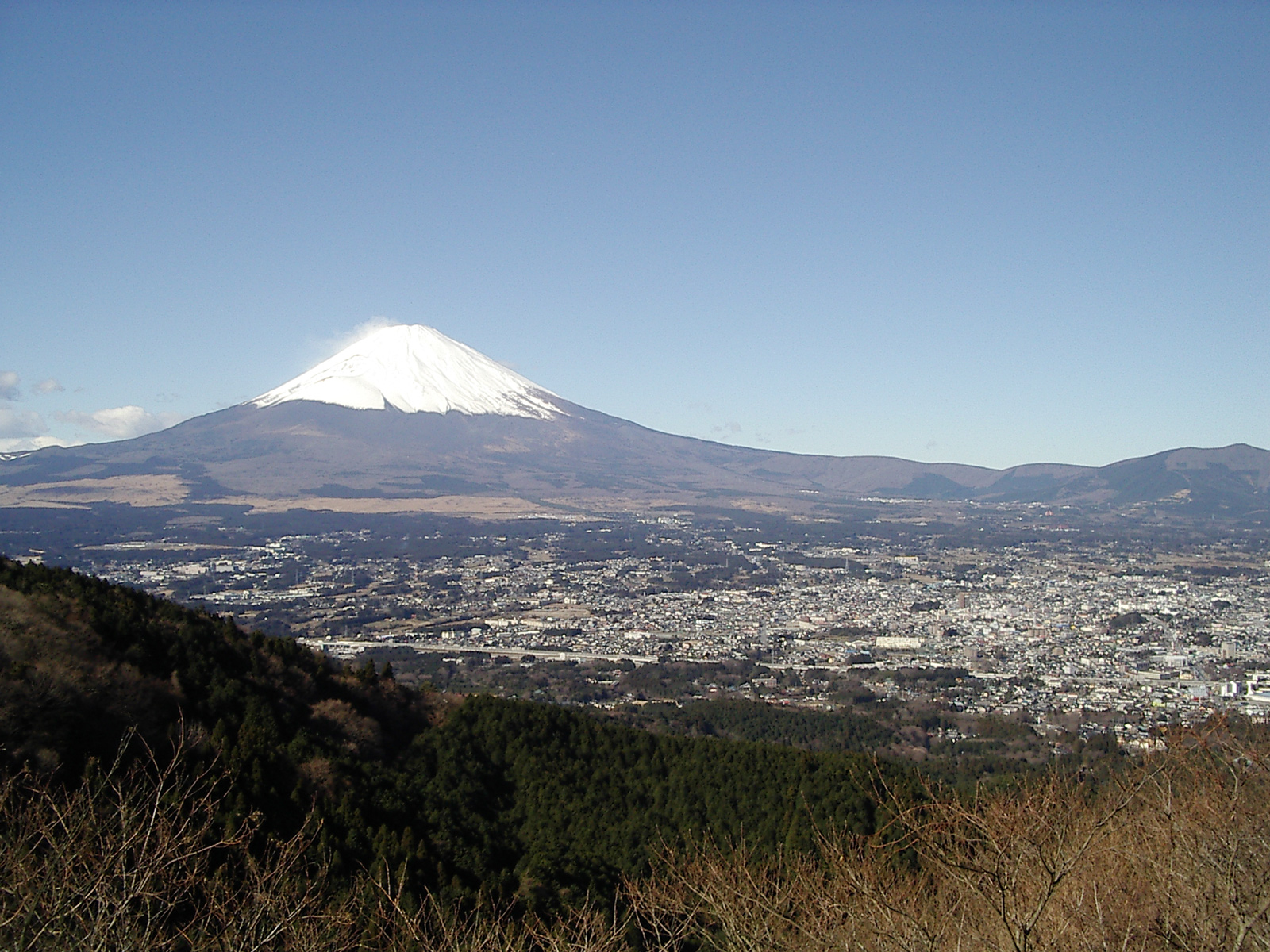
御殿場からの眺望

一帯は鮎沢川（酒匂川上流部）と黄瀬川（狩野川支流）の分水界にあたり、藍沢原は両川の流域にまたがっている。このあたりは東海道の道筋にあたり、東の足柄峠と西の黄瀬川宿のあいだの広大な丘陵地帯の総称ともいう。

### 歴史的な範囲
江戸時代に駿府城に勤め、のちに『駿国雑志』（1843年成立）を編纂した阿部正信（生没年不詳）は、駿河国（静岡県）の御殿場から竹之下（小山町・JR東海御殿場線の足柄駅付近）にかけての一帯を「藍沢荘」に比定した。そのうえで東田中村（御殿場市東田中）と新橋（御殿場市新橋。御殿場線御殿場駅付近）の間に「藍沢野」があったとした。
ところが、鎌倉時代の『吾妻鏡』正治2年（1200年）の条や、南北朝時代初期（1337年）の軍忠状では、藍沢原を「伊豆国」としている。このため、歴史的には「藍沢原」はかなり広い範囲を指していたと考えられ、東は足柄峠下の竹之下（小山町）、西は黄瀬川・黄瀬川宿（沼津市大岡）、南は伊豆国（現在の三島市）の一部を含んでいたと推定される。

## 歴代の支配者

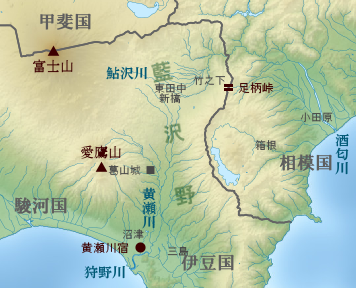
藍沢野周辺地図

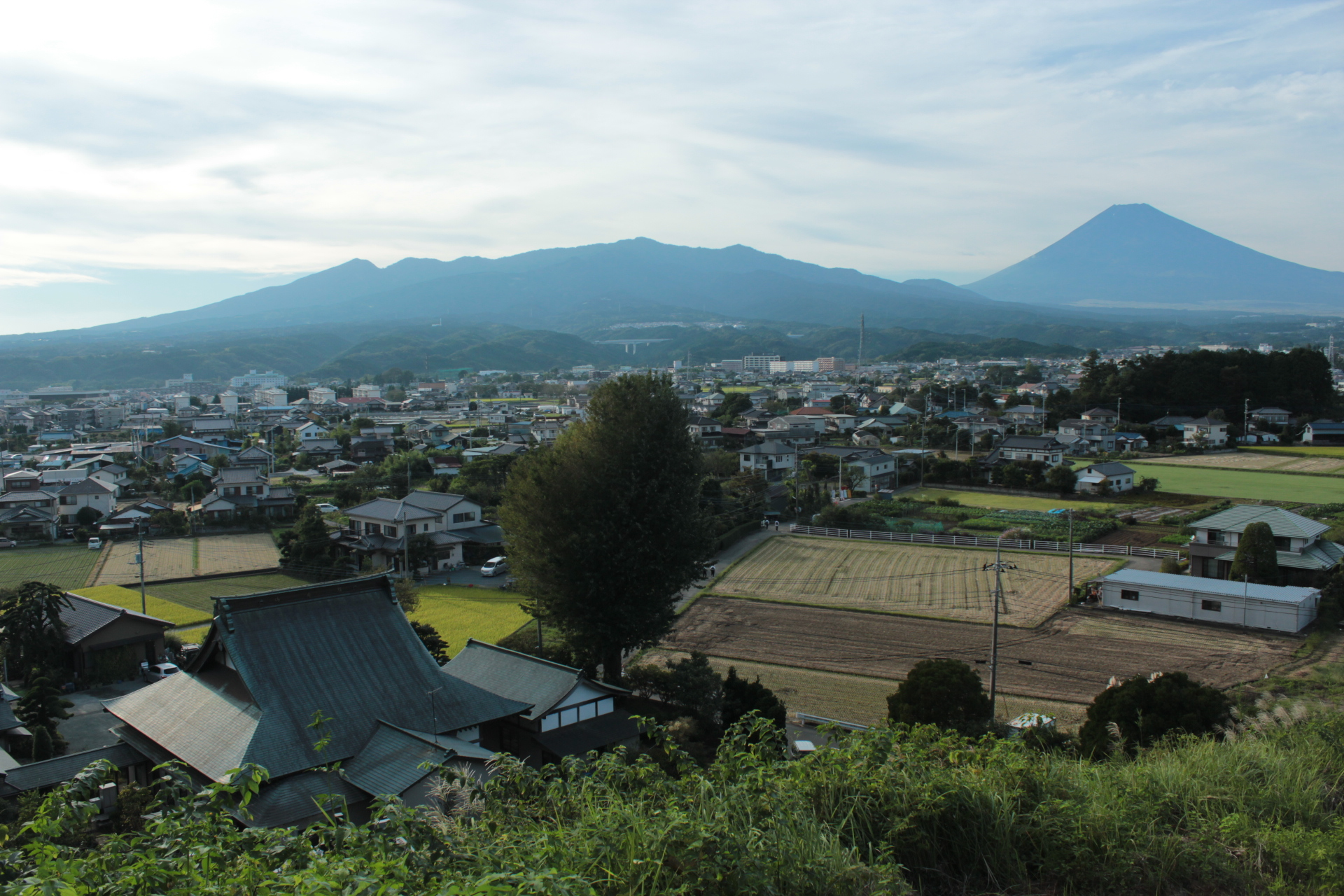
裾野市の風景

### 古代は伊勢神宮の神領・大沼鮎沢御厨
この地域は、駿河国（静岡県）と相模国（神奈川県）を繋ぐ足柄坂（足柄峠）と、駿河国（静岡県）と甲斐国（山梨県）を繋ぐ加古坂（籠坂峠）の分岐点にあたっており、古代から東海道の交通の要衝とみなされてきた。
平安時代には伊勢神宮の御厨（荘園）で、10世紀か、遅くとも11世紀初頭には「大沼鮎沢御厨」として成立していたとみられる。御厨の成立時期を嘉承年間（1106年-1108年）と比定する説もある。建久3年（1192年）8月の伊勢神宮の文書には領家職を勤めた「神祇権少親広」の名がある。嘉暦2年（1327年）の神領の禅譲状では「するかの国あいさハの御くりや」となっている。伊勢神宮領の範囲は駿東郡の89ヶ村にわたり、御殿場市東部、小山町南部、裾野市北部にまたがっていたと推定される。
町村制施行によって明治22年（1889年）に自治体が誕生する際、一帯の村々が合併し、古代の大沼鮎沢御厨に因んで「御厨町」と称した。大正3年（1914年）に、徳川家康の遺体を安置する御殿があったことに由来する「御殿場町」に改称、その後、御殿場市となった。

### 大森氏の時代
中世に入ると、神領の代官だった在地武士が開発領主として支配権を強化していったと推定され、大森氏とその支族が事実上の領主となった。鎌倉時代の中期になると、大森氏は得宗家である北条氏の御内人となったとみられ、この地方で圧倒的な勢力に発展した。
『吾妻鏡』にみえる「鮎沢六郎」や『曽我物語』の「合沢弥五郎」も大森氏一族の人物とみられる。「大森葛山系図」には大森惟康（葛山惟康）の子、「鮎沢四郎太夫惟兼」（藍沢惟兼）とその子「鮎沢六郎康兼」の名があり、当地の開発領主だったと考えられている。なお、『吾妻鏡』建長2年（1250年）には平安京の造営工事に伴う各地の御家人の賦役についての記述があり、「鮎沢六郎跡」（鮎沢六郎の後継者）には築地塀用の柱を1本供出するよう命じられている（建長2年3月1日条）。この記述から同年までに鮎沢氏の代替わりがあったことが推定されるが、比企能員の変（1203年）か和田合戦（1213年）に関わって領地を奪われたとみる説もある。
鎌倉時代と室町時代の端境期にあたる建武の新政（1333年-1336年）には、藍沢原の伊勢神宮領に関連する文書が残る。後醍醐天皇が、結城宗広に対し、「藍沢御厨内大沓間」（御殿場市東田中の一部と比定される）の所領を三河国の別の土地へ交換するよう命じた令旨がそれである。ただし、結城宗広が当地への実際上の支配力を有していたかは疑問がもたれている。
室町時代にも、引き続きこの地を大森氏が在地領主として支配していたことが史料からうかがえる。応永28年（1421年）・同29年（1422年）には、大森氏が鮎沢の所領を近傍の寺社へ寄進したという史料がある。

### 葛山氏の時代

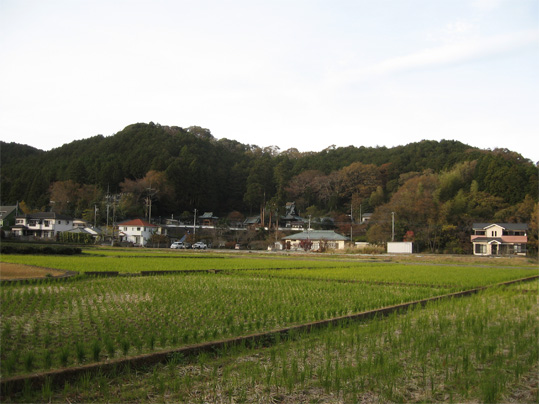
葛山城（裾野市）

これと相前後して上杉禅秀の乱（1416年）が起きた。鎌倉公方足利持氏を補佐していた上杉禅秀が、足利持氏への不満を募らせ、関東地方の諸国人を率いて応永23年（1416年）に反乱を起こしたのである。寝所を奇襲された足利持氏は家臣の助けで難を逃れて鎌倉を脱出、藍沢原の大森氏のもとで保護された。足利持氏はこのあと、さらに西の今川氏の瀬名（静岡県葵区）へ避難した。
上杉禅秀を追討する幕府軍が組織され、駿河国の今川氏、大森氏、大森氏の支族葛山氏（大森葛山氏）らが足利持氏を奉じて関東へ攻め入った。幕府軍は足柄峠で上杉禅秀軍を破り、そのまま相模国へ攻め下ると、上杉禅秀に与していた小田原の曾我氏や中村氏、土肥氏らの攻略を果たした。
大森氏はこの戦いの功績で、曽我氏や土肥氏らを駆逐したあとの小田原を領地として授けられた。以後、大森氏宗家は相模国に移り、小田原城を本拠とした。藍沢原は支族が治めるようになり、その中から葛山城の葛山氏（大森葛山氏）や御宿城の御宿氏が出た。葛山氏が大森氏から分家したのは平安時代末期にまで遡るといい、その頃からこの地域の在地領主として振る舞っていたという。
まもなく葛山氏は大森氏から自立、この地方の国人領主として台頭する。永享の乱（1438年）では、大森氏は鎌倉公方につき、葛山氏は幕府軍について敵味方に分かれている。

### 戦国時代以降
戦国時代になると、今川氏が勢力を拡大し、葛山氏はその領国支配に組み込まれる。しかしこの時期、葛山氏は葛山氏元（1520年 - 1573年?）の時代に最盛期をむかえた。葛山氏によって発給された証文が天文11年（1542年）から永禄12年（1569年）の間にだけでも44点伝わることも、それを裏付けている。これらの史料により、当時の葛山氏の支配地域は御殿場から三島方面にまで及んだことが裏付けられている。富士山の西側、富士宮市方面まで支配が及んでいたともいう。
戦国時代後期には駿河の今川氏・相模の後北条氏・甲斐の甲斐武田氏の抗争の舞台となっていった。今川氏が滅亡した戦国時代後期には葛山氏は武田氏に属した。領主による一帯の開発が進行、遠江国で今川氏に滅ぼされた勝間田氏の残党が移り住み、新田開発を行っている。
江戸時代には幕府領（天領）、沼津藩領、小田原藩領などが入り乱れた。天明の大飢饉（1782年 - 1788年）の際は、天明3年（1783年）にこの地方の農民による一揆が起きている（御厨一揆）。

## 有名文献にみられる藍沢原

### 『吾妻鏡』・『曽我物語』
文献上の初出は『吾妻鏡』文治元年（1185年）2月16日。源頼朝が「藍沢原」の地で、源範頼や北条義時らへ平氏攻撃に一致協力するよう書き送ったと記録されている。
（現代語訳）2月16日。今日、源頼朝（武衛＝兵衛府）は各地の山野・河川を視察してまわった。その途中、藍沢原で、鎌倉から廻送されてきた源範頼（参州＝三河守）の書状を見て、自ら付け足しを書いた。また、別の書状をしたため、北条義時（小四郎）・中原親能（斎院次官）・比企朝宗（藤内）・比企能員（藤四郎）に差し出した。手紙の内容は、平家を征伐するまで皆、心を一つにして協力するべし、との内容だった。
藍沢原は優れた猟場として人気があり、しばしば「藍沢の屋形」と呼ばれる移動式の狩猟用基地を設営して巻狩を楽しんだことなどが、鎌倉時代の様々な文書に記録されている。
建久4年（1193年）5月には、源頼朝率いる御家人団がこの地で巻狩を行ったことが『吾妻鏡』『曽我物語』などに記される（『吾妻鏡』5月8日条「将軍家、富士野・藍沢の夏狩りを覧給わんがため、駿河国へ赴かしめ給ふ」、5月15日条「藍沢の御狩り、事終わって富士野の御旅館に入御す。」など。）。『曽我物語』では、頼朝一行を追う曽我兄弟が、小田原から西へ足柄峠を越えて「相沢」を目指すか、南の箱根山を越えていくかで意見が分かれる。
（現代語訳）曽我兄弟の二人は、鎌倉街道に着いた。源頼朝（鎌倉殿）は合沢の狩猟場に入ったという情報が入った。兄の曾我祐成（十郎）は、「（西へ向かい）足柄山（足柄峠）を越えて急行しよう」と主張した。弟の曾我時致（五郎）は、「（南へ向かい）箱根山を越えて行こう」と主張した。
結局、曽我兄弟は幼い頃に世話になった箱根権現社の別当（僧）に面会するため、箱根経由の道を選ぶ。その間に源頼朝は藍沢原での巻狩を終え、次の狩猟地である富士野へ移動する。兄弟は箱根を下った三島でその報せを聞き、富士野へ向かう。そして富士野で曾我兄弟の仇討ちが起きる。富士の巻狩りも参照。
正治2年（1200年）閏2月8日には源頼家が（『吾妻鏡』）、嘉禎3年（1237年）7月25日、仁治2年（1241年）9月14日にも、北条経時らが巻狩を行ったと伝わる（『吾妻鏡』・『古今著聞集』）。
京都から鎌倉へ下向する者にとっては、藍沢原は東国に入る前の最後の平地だった。承久の乱（1221年）では、後鳥羽上皇の重臣として鎌倉幕府への反抗を主導した藤原宗行や藤原光親らが捕縛され、鎌倉に護送される途上の承久3年（1221年）7月14日に「藍沢原」で処刑された（『吾妻鏡』承久3年7月14日条）。御殿場市新橋付近がその地であると伝わる。

### 『海道記』
その直後の1223年4月15日にこの地を通過した作者（氏名不詳）が著した『海道記』（1223年成立）では、木瀬川（黄瀬川）を出発してすぐの「遇澤といふ野原」として描かれている。作者一行は、どこまで続くのかもわからない富士山の広大な裾野を延々と進みながら、「納言（権中納言藤原宗行）はここにてはやく暇候ふべしと聞えける」「按察使（按察使藤原光親）、前左兵衞督（源有雅）同じくこの原にて末の露もとの雫とおくれ先立ちにけり」（『海道記』一四　木瀬川より竹の下）と、藤原宗行らの末路に思いを馳せつつ、次のように詠む。
- 思へばなうかりし世にもあひ澤の

水のあわとや人の消えなん

### 『太平記』『梅松論』

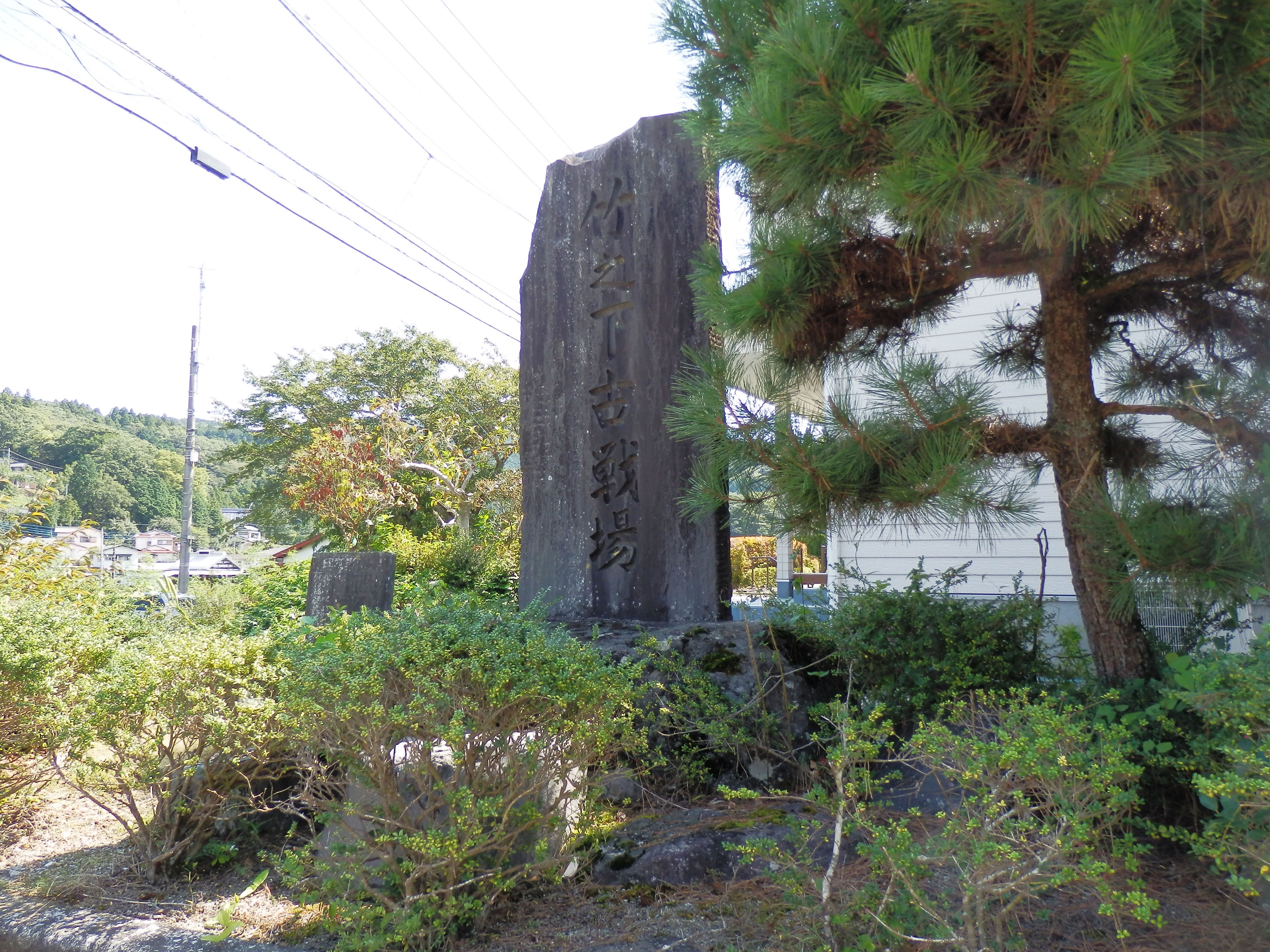
竹ノ下の戦いの石碑

建武2年（1335年）12月8日、京都を目指す足利尊氏・足利直義らの軍勢と、これを阻む新田義貞の官軍が駿河国・相模国の国境で戦った（箱根・竹ノ下の戦い）。『梅松論』では藍沢原での合戦として登場するほか、当時の軍忠状でも「愛沢原合戦」と伝わる（「野本鶴寿丸軍忠状」）。『太平記』ではこれを竹之下の戦いとしている。